# Титов Герман Степанович
Ге́рман Степа́нович Тито́в (11 вересня 1935, Верхнє Жиліно, Алтайський край — 20 вересня 2000, Москва) — радянський космонавт, перша людина, що здійснила тривалий космічний політ (понад добу), друга радянська людина у космосі, наймолодший космонавт в історії, Герой Радянського Союзу (9 серпня 1961 р., медаль № 11158). Дублер Юрія Гагаріна під час польоту космічного корабля «Восток-1».

## Життєпис
З 5 листопада 1957 року проходив військову службу у 26-му гвардійському винищувальному авіаційному полку 41-ї винищувальної авіаційної дивізії 76-ї повітряної армії Ленінградського військового округу в с. Сіверське (Гатчинський район, Ленінградська область).
Герман Титов призначений у загін космонавтів 1960 року. Вибраний пілотом другого космічного корабля «Восток-2», запущеного в серпні 1961 року.
6—7 серпня 1961 року Герман Титов здійснив космічний політ тривалістю 1 доба 1 година, зробив 17 обертів навколо Землі, пролетів понад 700 тисяч кілометрів. У польоті мав позивні «Орел». Спускний апарат приземлився поблизу міста Красний Кут Саратовської області. На момент польоту Герману Титову було без одного місяця 26 років, тому він наймолодший зі всіх космонавтів, що побували в космосі.
Після польоту Титов більше не літав у космос, але був учасником різних космічних програм, зокрема системи Спіраль, 1992 року пішов у відставку.
Член КПРС з 1961 року, депутат Верховної Ради СРСР (1962—1970). Балотувався в першому (1993) і другому (1995) скликаннях в Державну Думу РФ від КПРФ.
Помер від серцевого нападу 2000 року.

## Нагороди й почесні звання
- Два ордени Леніна (17.06.1961, 9.08.1961)
- Орден Жовтневої Революції (21.02.1985)
- Орден Трудового Червоного Прапора (15.01.1976)
- Орден «За заслуги перед Вітчизною» III ступеня (7.09.1995)
- Почесна відзнака Президента України (11.04.1995) — за видатний внесок у створення ракетно-космічних систем, зміцнення міжнародного співробітництва в космічній галузі та у зв'язку з 10-річчям першого запуску ракети-носія «Зеніт»[2]
- Медалі
- Ленінська премія (1988)
- Заслужений майстер спорту СРСР (1961)

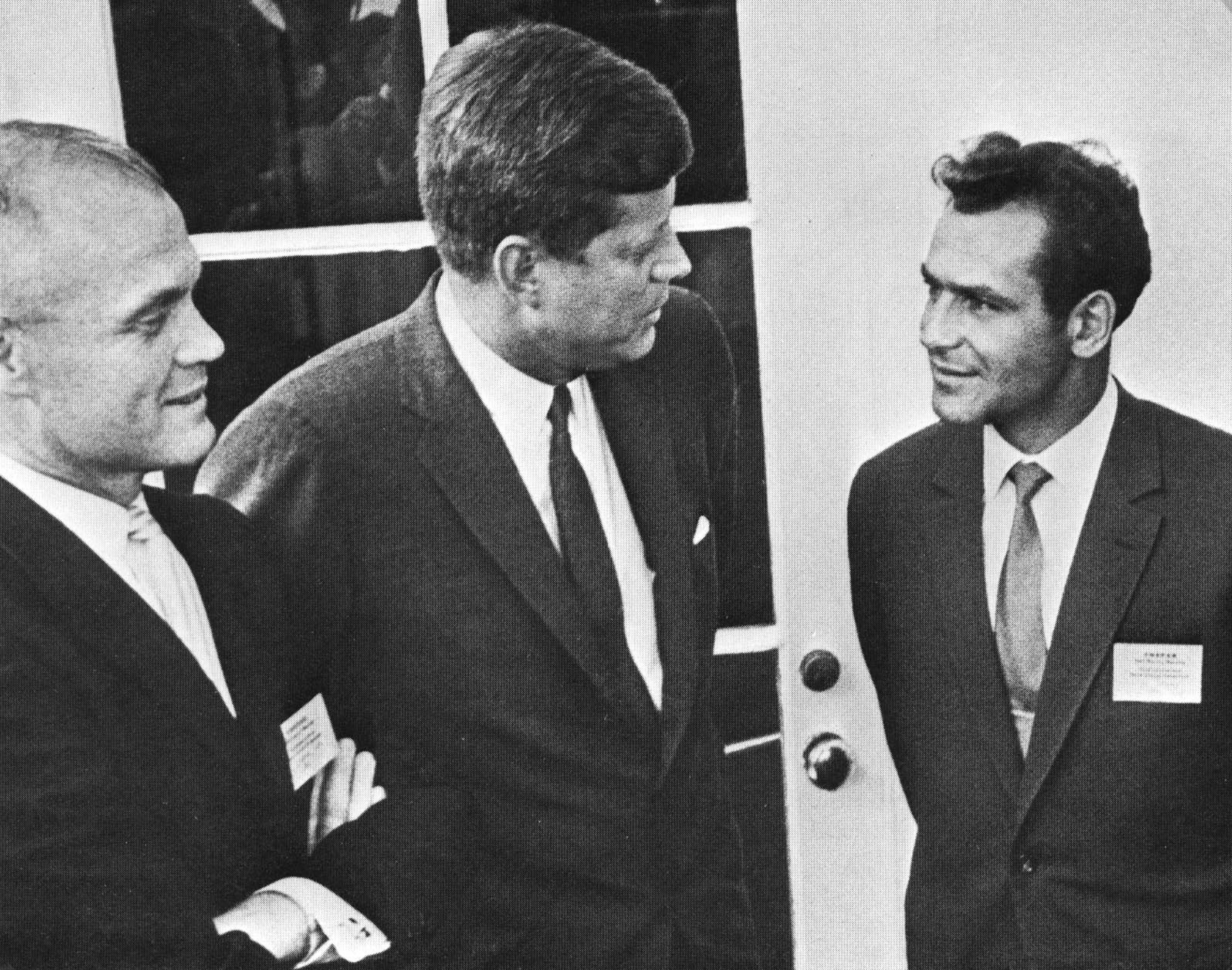
Герман Титов (праворуч) із Джоном Кеннеді (у центрі) та Джоном Гленном. Білий дім, 3 травня 1962 року.

Герой Болгарської Народної республіки (27.09.1962), Герой Соціалістичної Республіки В'єтнам (21.01.1962), Герой Монгольської Народної Республіки (10.12.1961).
Нагороджений іноземними орденами:
- Орден Хо Ші Міна (СРВ)
- Орден Дружби (СРВ)
- Орден Георгія Димитрова (НРБ)
- Орден Сухе-Батора (МНР)
- Орден Карла Маркса (НДР)
- Орден Зірки II ступеня (Індонезія)
- Орден Зірки зі стрічкою (Югославія)
- Орден Зірки I ступеня (Румунія)
- Орден Зірки (Республіка Конго)
- Орден Дружби і співпраці (Сирія)

Також нагороджений медалями.

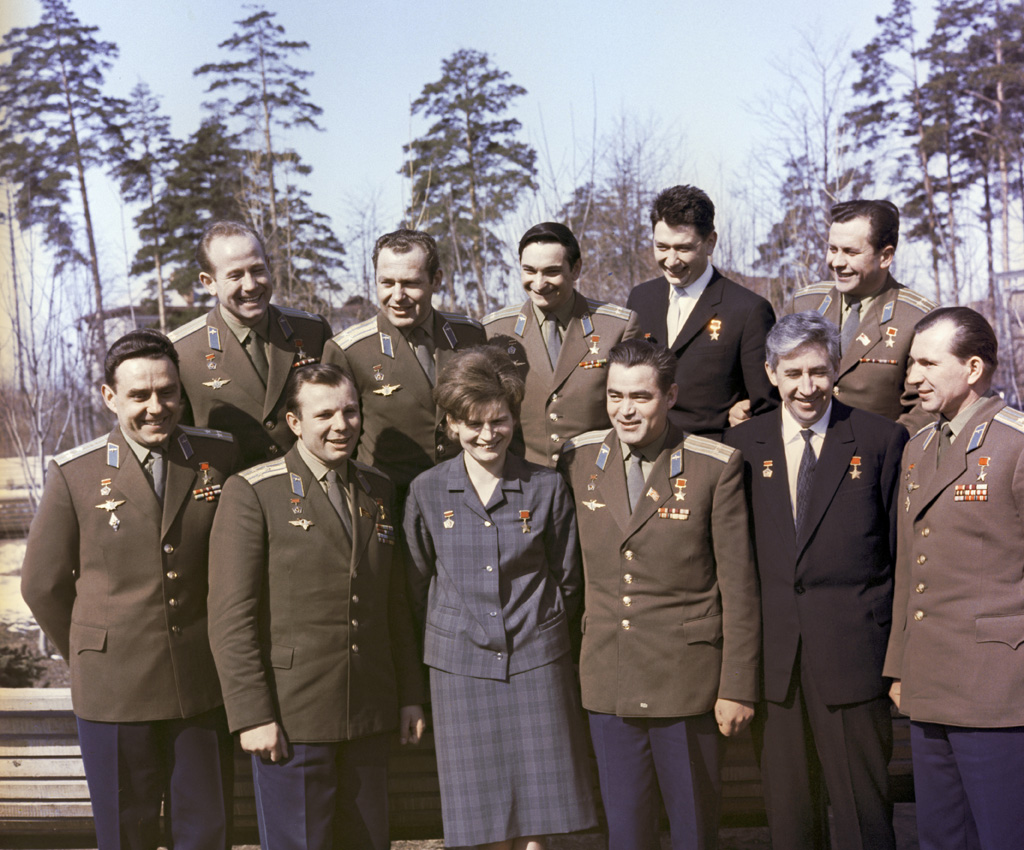
Радянські космонавти

Почесний громадянин міст: Курська, Миколаєва та інших.

## Пам'ять
Ім'ям Титова названий кратер на зворотному боці Місяця.